# Lista över fornlämningar i Ulricehamns kommun (Liared)
Lista över fornlämningar i Ulricehamns kommun (Liared) är en förteckning av ett urval av de fornlämningar som finns i Liared i Ulricehamns kommun.
| Namn                        | Lämningstyp                 | Tillkomsttid | Historisk indelning   | Plats | Läge                 | ID-nr          | Bild                                 |
| --------------------------- | --------------------------- | ------------ | --------------------- | ----- | -------------------- | -------------- | ------------------------------------ |
| Liared 1:1                  | Röse                        |              | Liared, Västergötland |       | 57.816286, 13.709854 | 10172300010001 | Ladda upp en bild av detta fornminne |
| Liared 5:1                  | Röse                        |              | Liared, Västergötland |       | 57.820697, 13.714798 | 10172300050001 | Ladda upp en bild av detta fornminne |
| Liared 5:2                  | Stensättning                |              | Liared, Västergötland |       | 57.820789, 13.714987 | 10172300050002 | Ladda upp en bild av detta fornminne |
| Liared 9:1                  | Stensättning                |              | Liared, Västergötland |       | 57.822815, 13.692991 | 10172300090001 | Ladda upp en bild av detta fornminne |
| Liared 11:1                 | Röse                        |              | Liared, Västergötland |       | 57.809638, 13.634672 | 10172300110001 | Ladda upp en bild av detta fornminne |
| Liared 12:1                 | Röse                        |              | Liared, Västergötland |       | 57.807265, 13.631429 | 10172300120001 | Ladda upp en bild av detta fornminne |
| Liared 12:2                 | Stensättning                |              | Liared, Västergötland |       | 57.807368, 13.631420 | 10172300120002 | Ladda upp en bild av detta fornminne |
| Liared 13:1                 | Stensättning                |              | Liared, Västergötland |       | 57.813986, 13.638837 | 10172300130001 | Ladda upp en bild av detta fornminne |
| Liared 15:1                 | Röse                        |              | Liared, Västergötland |       | 57.818779, 13.641057 | 10172300150001 | Ladda upp en bild av detta fornminne |
| Liared 15:2                 | Grav markerad av sten/block |              | Liared, Västergötland |       | 57.818680, 13.641136 | 10172300150002 | Ladda upp en bild av detta fornminne |
| Liared 15:3                 | Hög                         |              | Liared, Västergötland |       | 57.818908, 13.641586 | 10172300150003 | Ladda upp en bild av detta fornminne |
| Liared 16:1                 | Röse                        |              | Liared, Västergötland |       | 57.813092, 13.624148 | 10172300160001 | Ladda upp en bild av detta fornminne |
| Rolands kulle (Liared 18:1) | Stensättning                |              | Liared, Västergötland |       | 57.831867, 13.651865 | 10172300180001 | Ladda upp en bild av detta fornminne |
| Rolands kulle (Liared 18:2) | Stenkrets                   |              | Liared, Västergötland |       | 57.831748, 13.651747 | 10172300180002 | Ladda upp en bild av detta fornminne |
| Liared 20:1                 | Stensättning                |              | Liared, Västergötland |       | 57.837969, 13.605865 | 10172300200001 | Ladda upp en bild av detta fornminne |
| Liared 21:1                 | Röse                        |              | Liared, Västergötland |       | 57.839844, 13.631471 | 10172300210001 | Ladda upp en bild av detta fornminne |
| Liared 22:1                 | Hög                         |              | Liared, Västergötland |       | 57.841674, 13.641696 | 10172300220001 | Ladda upp en bild av detta fornminne |
| Liared 23:1                 | Hög                         |              | Liared, Västergötland |       | 57.834727, 13.649748 | 10172300230001 | Ladda upp en bild av detta fornminne |
| Liared 24:1                 | Stenkammargrav              |              | Liared, Västergötland |       | 57.835495, 13.649227 | 10172300240001 | Ladda upp en bild av detta fornminne |
| Liared 25:1                 | Gravfält                    |              | Liared, Västergötland |       | 57.842748, 13.657136 | 10172300250001 | Ladda upp en bild av detta fornminne |
| Liared 26:1                 | Stensättning                |              | Liared, Västergötland |       | 57.844921, 13.632543 | 10172300260001 | Ladda upp en bild av detta fornminne |
| Liared 44:1                 | Stensättning                |              | Liared, Västergötland |       | 57.825144, 13.655998 | 10172300440001 | Ladda upp en bild av detta fornminne |
| Liared 44:2                 | Stensättning                |              | Liared, Västergötland |       | 57.825205, 13.655741 | 10172300440002 | Ladda upp en bild av detta fornminne |
| Liared 45:1                 | Stensättning                |              | Liared, Västergötland |       | 57.838795, 13.629670 | 10172300450001 | Ladda upp en bild av detta fornminne |
| Liared 48:1                 | Minnesmärke                 |              | Liared, Västergötland |       | 57.850899, 13.697025 | 10172300480001 | Ladda upp en bild av detta fornminne |
| Liared 56:1                 | Hällristning                |              | Liared, Västergötland |       | 57.812948, 13.714180 | 10172300560001 | Ladda upp en bild av detta fornminne |
| Liared 57:1                 | Röse                        |              | Liared, Västergötland |       | 57.828346, 13.722992 | 10172300570001 | Ladda upp en bild av detta fornminne |
| Liared 60:1                 | Röse                        |              | Liared, Västergötland |       | 57.832109, 13.649080 | 10172300600001 | Ladda upp en bild av detta fornminne |
| Liared 60:2                 | Stensättning                |              | Liared, Västergötland |       | 57.832115, 13.649349 | 10172300600002 | Ladda upp en bild av detta fornminne |